# GSM-Ortung
GSM-Ortung bezeichnet die Ortsbestimmung eines eingeschalteten und in ein Funknetz eingebuchten, auf der Basis von Global System for Mobile Communications (GSM) betriebenen Endgerätes (Mobiltelefon) durch das Mobilfunknetz.

## Grundlagen
Die Position eines Mobiltelefons ist für den Mobilfunkbetreiber durch die permanente Anmeldung am Netz in gewissen Genauigkeitsgrenzen bekannt. Im Bereitschaftsbetrieb ist sie zumindest durch die Zuordnung zur aktuell verwendeten Location Area gegeben. Diese Information wird bei Bewegung der Mobilstation (Mobiltelefon) regelmäßig aktualisiert und in einer Datenbank, dem Home Location Register (HLR), gespeichert. Im Gesprächsbetrieb oder bei Datenverkehr (SMS, MMS) kann die Position eines Mobiltelefons mit bekannter Rufnummer (SIM-Karte) genauer bestimmt werden, da hier zumindest die Cell-ID der aktiven Basisstation (Mobilfunksender) bekannt ist. Hierbei gibt es mehrere Verfeinerungen.
GSM-Ortung stellt, je nach Anwendungsfall, eine einfache Alternative zum globalen Navigationssatellitensystem (GNSS) dar, da für das Mobilgerät keine weitere Infrastruktur benötigt wird. Die GSM-Ortung ist jedoch, im Vergleich zur Standortbestimmung mittels GNSS, meist ungenauer, da die zur Standortbestimmung herangezogenen Signale systembedingte Toleranzen aufweisen und, bedingt durch die benutzte Infrastruktur, Faktoren wie stark wechselnde Ausbreitungsbedingungen, Topografie des zugrundeliegenden Mobilfunknetzes, geografische Gegebenheiten und Ausstattung des benutzten Endgeräts auf das Ergebnis Einfluss nehmen.

## Varianten
Eine GSM-Ortung kann mit verschiedenen Messverfahren erfolgen, wobei sich die zur Verfügung stehenden Möglichkeiten in Bezug auf die Genauigkeit, den notwendigen Hardwareaufwand im Mobilfunknetz und den Anforderungen an das Endgerät unterscheiden und ergänzen.
- Methode ohne weitere Zusatzausrüstung, weder netz- noch geräteseitig
  - Cell ID oder Cell of Origin: Dieses Verfahren ist nicht bei der 3GPP spezifiziert, wurde und wird jedoch von Netzbetreibern zur groben Positionsbestimmung verwendet. Bei diesem Verfahren wird lediglich die Zelle, in der sich das Endgerät zum Zeitpunkt der Messung aufhält, ermittelt und deren Position verwendet. Es sind keinerlei Änderungen auf Netz- oder Endgeräteseite notwendig, allerdings ist die erzielte Genauigkeit niedrig und steht in direktem Zusammenhang zur Dichte der Basisstationen.
- Methoden mit netzseitiger, aber ohne geräteseitige Zusatzausrüstung
  - Timing Advance (TA): Bei diesem Verfahren wird die Position des Endgeräts anhand der Position der benutzten Funkzelle und des Parameters Timing Advance bestimmt, der die Laufzeit des Funksignals zwischen Basisstation und Mobilgerät angibt (hin und zurück). Da die Laufzeit (Timing Advance) jedoch systembedingt nur in Stufen von 3,7 µs übermittelt wird, kann auch die Entfernung des Mobilgerätes von der Basisstation nur in Schritten von ca. 550 m ermittelt werden (Lichtgeschwindigkeit × 3,7 µs / 2).[2]
  - Uplink Time Difference of Arrival (U-TDOA): Bei diesem Verfahren wird die Position des Endgeräts anhand der Laufzeiten der Signale des Endgeräts zu bestimmten Stellen im Mobilfunknetz, den sogenannten Location Measurement Units (LMU), ermittelt.[3]
- Methoden mit netz- und geräteseitiger Zusatzausrüstung
  - Enhanced Observed Time Difference (E-OTD): Bei diesem Verfahren wird die Position des Endgeräts anhand von Laufzeitmessungen von mehreren benachbarten Basisstationen, die das Endgerät durchführt, ermittelt.
  - Global Navigation Satellite System (GNSS): Bei diesem Verfahren wird die Position des Endgeräts vom Endgerät selbst ermittelt und an das Mobilfunknetz weitergeleitet. Das Endgerät bestimmt seine Position mithilfe eines beliebigen satellitengestützten Systems zur Positionsbestimmung (GPS, Galileo, GLONASS, QZSS).[3]
    - Eine Sonderform dieses Verfahrens ist Assisted GNSS (A-GNSS), bei dem die zur Positionsbestimmung notwendigen Hilfsdaten vom Mobilfunknetz zur Verfügung gestellt werden. Bei der Bezeichnung dieses Verfahrens wird normalerweise anstatt der allgemeinen Bezeichnung GNSS die Bezeichnung des im jeweiligen Fall verwendeten Satellitennavigationssystems benutzt, also etwa A-GPS.

Die Genauigkeit der ermittelten Positionen liegt zwischen mehreren Kilometern bei Verwendung von Cell ID unter ungünstigen Umständen, 25 m für U-TDOA und E-OTD und unter 5 m bei Verwendung von GNSS.

## Anwendungsfälle
- Standortbezogene Dienste: Dem Benutzer werden ortsabhängige Informationen zur Verfügung gestellt, beispielsweise Angaben zur nächstgelegenen Apotheke, zum Kinoprogramm oder zu nahegelegenen Restaurants.
- Ortung gestohlener oder verlorener Endgeräte: Trotz der systembedingten Ungenauigkeiten können gestohlene oder verlorene Endgeräte leichter wiedergefunden werden.
- Standortermittlung und -verfolgung von Gegenständen und Personen: Durch kleine und leichte GSM-Endgeräte (ohne Telefoniefunktion) kann der Standort von Gegenständen oder Personen festgestellt werden. So können Eltern z. B. den Aufenthaltsort ihrer Kinder in Erfahrung bringen oder der Standort eines gestohlenen Fahrrads oder Kraftfahrzeugs kann ermittelt werden. Für Kunden von O2 war eine Handyortung bis zum 1. Juli 2019 kostenlos möglich, sofern im Kundenbereich der Webseite platzierte Handyfinder-Dienst genutzt wurde. Die automatische Überwachung von Personen mittels deren Mobilgerät, beispielsweise eines Ehepartners ohne dessen Zustimmung, ist ein Verstoß gegen deren informationelle Selbstbestimmung.
- Flottenmanagement für Transportunternehmen
- Standortfeststellung nach Notrufen: Bei neueren Smartphones wird der Standort unter anderem mittels AML bereits per Satellit erfasst und über das Mobilfunknetz an die Leitstelle übertragen. Sollten die Koordinaten nicht automatisch eingehen, kann der Standort des Anrufers auf Veranlassung der Rettungsdienste ermittelt werden. Die Verwendung für Rettungsdienste ermöglicht das schnelle Auffinden von Unfallopfern, da diese oft ihren Aufenthaltsort nicht genau kennen oder falsch angeben.
- Polizeiliche Ermittlungen: Im Zuge polizeilicher Ermittlungen aufgrund schwerer Straftaten oder bei Gefahr im Verzug kann, nach vorheriger richterlicher Anordnung, die Ortung eines Endgeräts durchgeführt werden. Ein Sonderfall ist die stille SMS, mit der das Netz zur genauen Ortung eines Mobiltelefons ohne Kenntnisnahme eines Verbindungsaufbaus durch den Nutzer gezwungen werden kann. Dieses Verfahren wird in der Strafverfolgung als Hilfsmittel der Polizei eingesetzt, mit Hinweis auf „Gefahr im Verzug“ erfolgt dies zum Teil auch ohne richterliche Prüfung. Diese Praxis ist jedoch umstritten.[4] Insgesamt wurden nach Angaben von Bundesbehörden in den vergangenen Jahren in Deutschland über 1,7 Millionen stille SMS zur Ortung verdächtiger Personen versandt. In Österreich spricht die Polizei 2015 von "Handyortungsgerät" um einen abgängigen Wanderer zu suchen.[5]
- Der deutsche Zoll nutzt sein Patras-System zur Ortung von verdächtigen Personen.